# رآکتور نسل سه

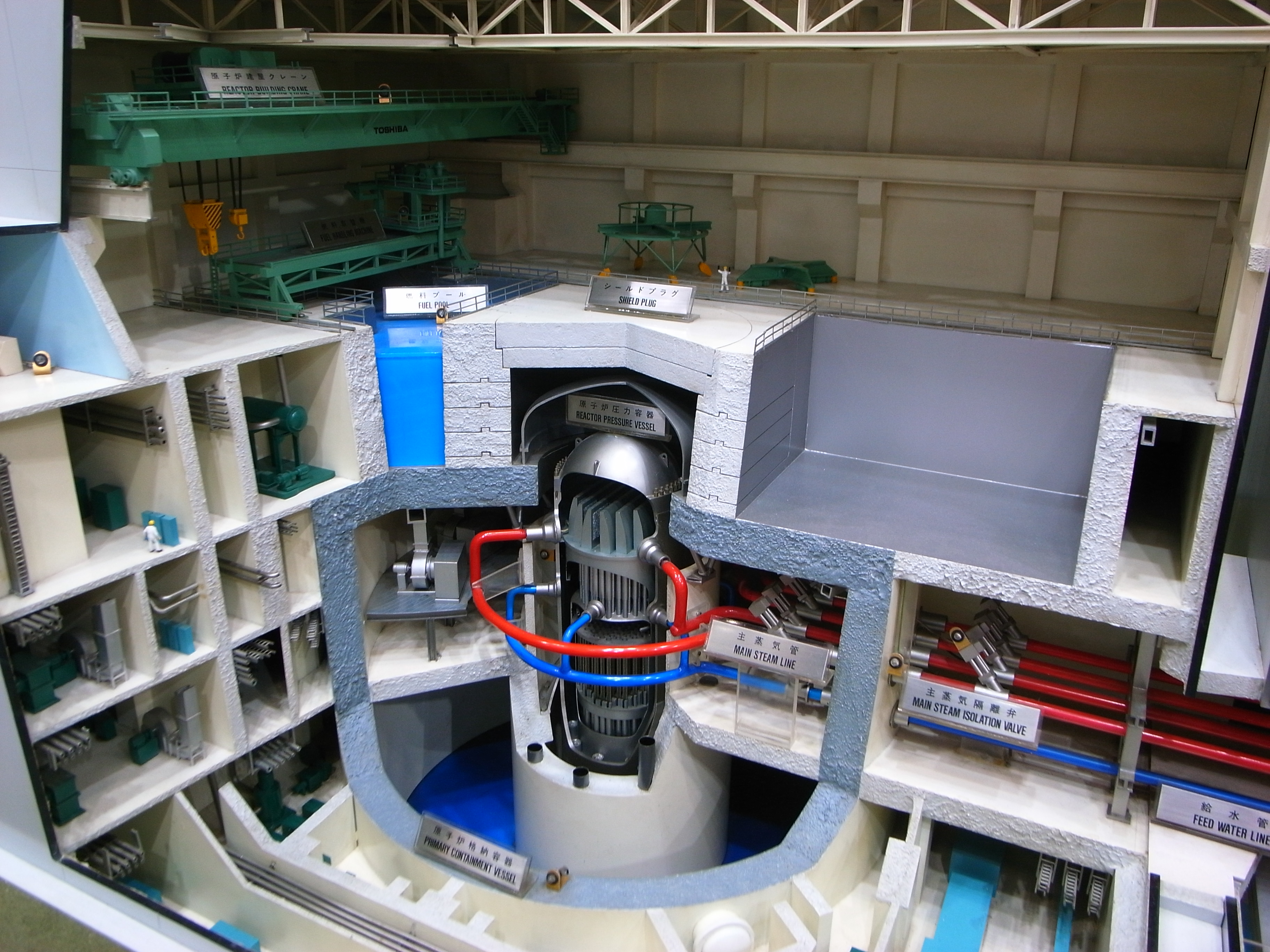
راکتور آب جوش پیشرفته (ABWR) مدل توشیبا، که اولین راکتور عملیاتی نسل سوم در سال ۱۹۹۶ شد.

راکتور نسل سه (به انگلیسی: Generation III reactor)، دسته‌ای از راکتورهای هسته‌ای است که برای جانشینی راکتورهای نسل دوم طراحی شده‌است، که طراحی آن‌ها بهینه‌سازی شده‌است. این راکتورها شامل فناوری سوخت بهبودیافته، راندمان حرارتی بالاتر، سیستم‌های ایمنی مطمئن و طرح‌های استانداردشده برای کاهش هزینه‌های نگهداری است. این نسل از راکتورها توسط انجمن بین‌المللی نسل چهارم (GIF) گسترش داده می‌شوند.
اولین راکتورهای نسل سوم راکتورهای آب‌جوش پیشرفته کاشیوازاکی ۶ و ۷ (ABWR) در سال‌های ۱۹۹۶ و ۱۹۹۷ شروع به‌کار کردند. از سال ۲۰۱۲، هر دو به‌دلیل نگرانی‌های امنیتی تعطیل شدند. با توجه به دوره طولانی رکود در ساخت راکتورهای جدید نسل II/II+، راکتورهای نسل سوم کمی ساخته شده‌است.